# Championnat de France amateurs de football 1962-1963
Navigation
Division Nationale 1961-1962 Division Nationale 1963-1964
Le championnat de France amateurs de football 1962-1963 est la 25e édition du championnat de France amateurs, organisé par la Fédération française de football.
Il s'agit de la 15e édition disputée sous forme de championnat annuel, appelé Division Nationale, qui constitue alors le premier niveau de la hiérarchie du football français amateur. 
La compétition est remportée par le GFC Ajaccio.

## Phase de groupes
- Relégation en ligue régionale.
- Participe à la phase finale de la compétition.
- Participe au match d'appui (finale) de la phase finale.

### Groupe Nord
L'US Quevilly remporte le groupe Nord.
| Rang | Équipe            | Pts | J  | G  | N | P  | Bp | Bc | GA    |
| ---- | ----------------- | --- | -- | -- | - | -- | -- | -- | ----- |
| 1    | US Quevilly       | 42  | 24 | 18 | 6 | 0  | 59 | 13 | 4,538 |
| 2    | FC Rouen          | 33  | 24 | 15 | 3 | 6  | 46 | 21 | 2,19  |
| 3    | AS Aulnoye        | 30  | 24 | 13 | 4 | 7  | 41 | 37 | 1,108 |
| 4    | UA Sedan-Torcy    | 28  | 24 | 12 | 4 | 8  | 40 | 29 | 1,379 |
| 5    | FC Dieppe         | 27  | 24 | 10 | 7 | 7  | 45 | 32 | 1,406 |
| 6    | US Dunkerque      | 24  | 24 | 11 | 2 | 11 | 54 | 40 | 1,35  |
| 7    | RC Calais         | 22  | 24 | 8  | 6 | 10 | 35 | 41 | 0,854 |
| 8    | JS Audun-le-Tiche | 21  | 24 | 6  | 9 | 9  | 31 | 32 | 0,969 |
| 9    | AS Beauvais       | 21  | 24 | 7  | 7 | 10 | 37 | 41 | 0,902 |
| 10   | Stade de Reims    | 20  | 24 | 6  | 8 | 10 | 21 | 31 | 0,677 |
| 11   | FCO Charleville   | 19  | 24 | 7  | 5 | 12 | 32 | 42 | 0,762 |
| 12   | US Normande       | 14  | 24 | 4  | 6 | 14 | 24 | 58 | 0,414 |
| 13   | US Auchel         | 11  | 24 | 4  | 3 | 17 | 22 | 70 | 0,314 |

### Groupe Est
Le FC Mulhouse remporte le groupe Est.
| Rang | Équipe                 | Pts | J  | G  | N | P  | Bp | Bc | GA    |
| ---- | ---------------------- | --- | -- | -- | - | -- | -- | -- | ----- |
| 1    | FC Mulhouse            | 35  | 24 | 16 | 3 | 5  | 42 | 15 | 2,8   |
| 2    | ECAC Chaumont          | 34  | 24 | 15 | 4 | 5  | 42 | 25 | 1,68  |
| 3    | FC Nancy               | 32  | 24 | 13 | 6 | 5  | 44 | 27 | 1,63  |
| 4    | FC Sochaux-Montbéliard | 28  | 24 | 11 | 6 | 7  | 50 | 39 | 1,282 |
| 5    | RC Strasbourg          | 27  | 24 | 10 | 7 | 7  | 40 | 27 | 1,481 |
| 6    | CL Dijon               | 26  | 24 | 12 | 2 | 10 | 44 | 43 | 1,023 |
| 7    | AS Strasbourg          | 24  | 24 | 10 | 4 | 10 | 36 | 33 | 1,091 |
| 8    | SR Colmar-Wittisheim   | 23  | 24 | 7  | 9 | 8  | 25 | 30 | 0,833 |
| 9    | ASP Belfort            | 21  | 24 | 6  | 9 | 9  | 31 | 35 | 0,886 |
| 10   | AS Mulhouse            | 20  | 24 | 6  | 8 | 10 | 41 | 43 | 0,953 |
| 11   | ASCA Wittelsheim       | 18  | 24 | 7  | 4 | 13 | 23 | 45 | 0,511 |
| 12   | RCFC Besançon          | 16  | 24 | 6  | 4 | 14 | 32 | 57 | 0,561 |
| 13   | Sportive thionvilloise | 8   | 24 | 2  | 4 | 18 | 25 | 56 | 0,446 |

### Groupe Ouest
L'AS Brest remporte le groupe Ouest.
| Rang | Équipe                | Pts | J  | G  | N  | P  | Bp | Bc | GA    |
| ---- | --------------------- | --- | -- | -- | -- | -- | -- | -- | ----- |
| 1    | AS Brest              | 35  | 24 | 14 | 7  | 3  | 39 | 17 | 2,294 |
| 2    | CS Fontainebleau      | 33  | 24 | 14 | 5  | 5  | 43 | 30 | 1,433 |
| 3    | CA Montreuil          | 29  | 24 | 11 | 7  | 6  | 33 | 18 | 1,833 |
| 4    | Stade rennais UC      | 27  | 24 | 11 | 5  | 8  | 40 | 28 | 1,429 |
| 5    | LB Châteauroux        | 25  | 24 | 10 | 5  | 9  | 39 | 25 | 1,56  |
| 6    | AS Orléans            | 24  | 24 | 8  | 8  | 8  | 25 | 33 | 0,758 |
| 7    | Stade saint-germanois | 22  | 24 | 9  | 4  | 11 | 29 | 36 | 0,806 |
| 8    | US Le Mans            | 22  | 24 | 8  | 6  | 10 | 32 | 40 | 0,8   |
| 9    | Stade quimpérois      | 21  | 24 | 8  | 5  | 11 | 29 | 37 | 0,784 |
| 10   | AAJ Blois             | 21  | 24 | 7  | 7  | 10 | 21 | 30 | 0,7   |
| 11   | US Vendôme            | 20  | 24 | 5  | 10 | 9  | 32 | 36 | 0,889 |
| 12   | Stade brestois        | 17  | 24 | 5  | 7  | 12 | 22 | 40 | 0,55  |
| 13   | US Créteil            | 16  | 24 | 4  | 8  | 12 | 24 | 38 | 0,632 |

### Groupe Sud-Est
Le GFC Ajaccio remporte le groupe Sud-Est.
| Rang | Équipe              | Pts | J  | G  | N  | P  | Bp | Bc | GA    |
| ---- | ------------------- | --- | -- | -- | -- | -- | -- | -- | ----- |
| 1    | GFC Ajaccio         | 38  | 26 | 16 | 6  | 4  | 58 | 21 | 2,762 |
| 2    | AS Monaco           | 37  | 26 | 15 | 7  | 4  | 52 | 24 | 2,167 |
| 3    | FC Annecy           | 32  | 26 | 14 | 4  | 8  | 49 | 32 | 1,531 |
| 4    | La Voulte sportif   | 29  | 26 | 10 | 9  | 7  | 30 | 26 | 1,154 |
| 5    | SSMC Miramas        | 28  | 26 | 10 | 8  | 8  | 22 | 32 | 0,688 |
| 6    | SO Chambéry         | 26  | 26 | 10 | 6  | 10 | 33 | 34 | 0,971 |
| 7    | SC Draguignan       | 26  | 26 | 9  | 8  | 9  | 33 | 36 | 0,917 |
| 8    | US Montélimar       | 26  | 26 | 11 | 4  | 11 | 40 | 44 | 0,909 |
| 9    | SA Thiers           | 26  | 26 | 9  | 8  | 9  | 34 | 41 | 0,829 |
| 10   | FC Gueugnon         | 24  | 26 | 7  | 10 | 9  | 34 | 35 | 0,971 |
| 11   | RC Vichy            | 24  | 26 | 8  | 8  | 10 | 34 | 35 | 0,971 |
| 12   | Hyères FC           | 19  | 26 | 6  | 7  | 13 | 28 | 38 | 0,737 |
| 13   | ES Port-Saint-Louis | 15  | 26 | 4  | 7  | 15 | 18 | 44 | 0,409 |
| 14   | US Blanzy-Montceau  | 14  | 26 | 3  | 8  | 15 | 25 | 48 | 0,521 |

### Groupe Sud-Ouest
L'US Albi remporte le groupe Sud-Ouest.
| Rang | Équipe                 | Pts | J  | G  | N  | P  | Bp | Bc | GA    |
| ---- | ---------------------- | --- | -- | -- | -- | -- | -- | -- | ----- |
| 1    | US Albi                | 31  | 24 | 10 | 11 | 3  | 26 | 21 | 1,238 |
| 2    | Chamois niortais FC    | 31  | 24 | 13 | 5  | 6  | 33 | 29 | 1,138 |
| 3    | Girondins de Bordeaux  | 29  | 24 | 12 | 5  | 7  | 58 | 22 | 2,636 |
| 4    | EDS Montluçon          | 29  | 24 | 11 | 7  | 6  | 47 | 36 | 1,306 |
| 5    | ESA Brive              | 25  | 24 | 10 | 5  | 9  | 40 | 25 | 1,6   |
| 6    | SC Challans            | 24  | 24 | 10 | 4  | 10 | 35 | 40 | 0,875 |
| 7    | US Tarascon-sur-Ariège | 24  | 24 | 9  | 6  | 9  | 33 | 42 | 0,786 |
| 8    | FC Pau                 | 23  | 24 | 7  | 9  | 8  | 36 | 33 | 1,091 |
| 9    | EF Bergerac            | 23  | 24 | 10 | 3  | 11 | 41 | 38 | 1,079 |
| 10   | SO Châtellerault       | 23  | 24 | 7  | 9  | 8  | 30 | 30 | 1     |
| 11   | US Revel               | 21  | 24 | 9  | 3  | 12 | 38 | 42 | 0,905 |
| 12   | SA Rochefort           | 16  | 24 | 4  | 8  | 12 | 21 | 46 | 0,457 |
| 13   | AS Gironde             | 13  | 24 | 5  | 3  | 16 | 32 | 66 | 0,485 |

## Phase finale
La phase finale oppose les vainqueurs des groupes sur un seul match sous forme d'une poule unique.
| Rang | Équipe      | Pts | J | G | N | P | Bp | Bc | GA    |  | Résultats (▼ dom., ► ext.) | GFCA | ASB | USQ | USA | FCM |
| ---- | ----------- | --- | - | - | - | - | -- | -- | ----- |  | -------------------------- | ---- | --- | --- | --- | --- |
| 1    | GFC Ajaccio | 5   | 4 | 2 | 1 | 1 | 10 | 6  | 1,667 |  | GFC Ajaccio                |      |     | 4-0 |     | 4-2 |
| 1    | AS Brest    | 5   | 4 | 1 | 3 | 0 | 5  | 3  | 1,667 |  | AS Brest                   | 2-2  |     |     | 3-1 |     |
| 3    | US Quevilly | 5   | 4 | 2 | 1 | 1 | 5  | 6  | 0,833 |  | US Quevilly                |      | 0-0 |     | 3-2 |     |
| 4    | US Albi     | 3   | 4 | 1 | 1 | 2 | 6  | 7  | 0,857 |  | US Albi                    | 2-0  |     |     |     | 1-1 |
| 5    | FC Mulhouse | 2   | 4 | 0 | 2 | 2 | 3  | 7  | 0,429 |  | FC Mulhouse                |      | 0-0 | 0-2 |     |     |

À l'issue de ce mini-championnat, le GFC Ajaccio et l'AS Brest se retrouvent premiers à égalité de points avec le même goal average. Un match d'appui, qualifié de finale, est donc organisé entre les deux équipes le 23 juin 1963 à Versailles pour décerner le titre. Victorieux du match, Ajaccio remporte le championnat de France amateurs.
| 23 juin 1963 | GFC Ajaccio                                          | 6 – 1   | AS Brest      | Stade Montbauron, Versailles               |                                            |
| 15h00        | Alfonsi 9e 25e 63e · Scaglia 21e · Vescovali 84e 86e | (3 – 1) | 33e Le Borgne | Spectateurs : 9 358 Arbitrage : M. Carette | Spectateurs : 9 358 Arbitrage : M. Carette |